# Okręg Harghita
Harghita – okręg w środkowej Rumunii (Siedmiogród), ze stolicą w mieście Miercurea-Ciuc. W 2011 roku liczył 310 867 mieszkańców.
Okręg ma powierzchnię 6639 km², a w 2002 roku gęstość zaludnienia wynosiła 52 os./km². Według badań z 2002 roku 84,6% populacji posługuje się na co dzień językiem węgierskim i określa siebie mianem Seklerów.

## Struktura narodowościowa
Według spisu ludności z roku 2011 okręg Harghita zamieszkiwały następujące narodowości:
- Węgrzy – 82,9%
- Rumuni – 12,6%
- Romowie – 1,71%
- Niemcy – 0,023%
- Czangowie – 0,010%
- Ukraińcy – 0,005%
- Turcy – 0,004%
- Ormianie – 0,002%
- Serbowie – 0,002%
- Żydzi – 0,002%

## Miasta
- Miercurea-Ciuc (węg. Csíkszereda)
- Odorheiu Secuiesc (węg. Székelyudvarhely)
- Gheorgheni (węg. Györgyószentmiklós)
- Toplița (węg. Maroshévíz))
- Cristuru Secuiesc (węg. Székelykeresztúr)
- Bălan (węg. Balánbánya)
- Vlăhița (węg. Szentegyháza)
- Borsec (węg. Borszék)
- Băile Tușnad (węg. Tusnádfürdő).

## Gminy
- Atid
- Avrămești
- Bilbor
- Brădești
- Căpâlnița
- Cârța
- Ciceu
- Ciucsângeorgiu
- Ciumani
- Corbu
- Corund
- Cozmeni
- Dănești
- Dârjiu
- Dealu
- Ditrău
- Feliceni
- Frumoasa
- Gălăuțaș
- Joseni
- Lăzarea
- Leliceni
- Lueta
- Lunca de Jos
- Lunca de Sus
- Lupeni
- Mădăraș
- Mărtiniș
- Merești
- Mihăileni
- Mugeni
- Ocland
- Păuleni-Ciuc
- Plăieșii de Jos
- Porumbeni
- Praid
- Racu
- Remetea
- Săcel
- Sâncrăieni
- Sândominic
- Sânmartin
- Sânsimion
- Sântimbru
- Sărmaș
- Satu Mare
- Secuieni
- Siculeni
- Simonești
- Subcetate
- Suseni
- Tomești
- Tulgheș
- Tușnad
- Ulieș
- Vărșag
- Voșlăbeni
- Zetea